# Biblioteca Aprosiana
La Biblioteca Aprosiana es una biblioteca histórica en Ventimiglia.

## Historia
El fraile agustino Angelico Aprosio, animado por nobles ideales sociales y humanitarios, legó su biblioteca a la ciudad natal, Ventimiglia, pequeña y animada ciudad italiana en la frontera con Francia, a fin de que sus conciudadanos y los forasteros de paso pudiesen emplear bien su tiempo libre y los pobres aprender lo necesario para defender sus intereses contra los soberbios señores. La Biblioteca comprende dos secciones, una antigua y otra moderna. La primera se compone del fondo que el fraile agustino recogió durante su vida, mediante adquisiciones y donativos de eclesiásticos, amigos y escritores muy conocidos de su tiempo, italianos y extranjeros, con los cuales estuvo en estrecha relación, como lo comprueba su riquísimo epistolario, hoy conservado en la Biblioteca Universitaria de Génova.
Las obras recogidas por Aprosio abarcan todo género de ciencias (filosofía, teología, física, medicina, astronomía, cirugía, literatura, lingüística, etc.) revelando los intereses culturales enciclopédicos del fraile agustino. Muchos ejemplares presentan también un notable interés bibliográfico.
La biblioteca se considera la más rica en obras del siglo XVII después de la Marciana de Venecia. Benedetto Croce no dejó de documentarse en ella para sus estudios sobre la literatura barroca en Italia. La Biblioteca Aprosiana no ha llegado completa a nosotros porque de los casi 11.000 volúmenes originales nos han quedado poco más de 7.000.
Los acontecimientos históricos que afectaron a la estructura político-administrativa de la República de Génova y consiguientemente de la ciudad ligur, además de los muchos traslados a que fue sometida la biblioteca durante los dos siglos que siguieron a la muerte de Aprosio, causaron el deterioro y extravío de mucho material, parte del cual pasó a manos de particulares, y parte a enriquecer la Biblioteca Universitaria de Génova.